# Acmispon greenei
Acmispon greenei là một loài thực vật có hoa trong họ Đậu. Loài này được (Wooton & Standl.) Brouillet mô tả khoa học đầu tiên năm 2008.